# Rhizoctonia alpina
Rhizoctonia alpina är en svampart som beskrevs av E. Castell. 1935. Rhizoctonia alpina ingår i släktet Rhizoctonia och familjen Ceratobasidiaceae.   Inga underarter finns listade i Catalogue of Life.